# Gronenburg
De Gronenburg, ook Groenenberg, Groenenburg of Gronenborg genoemd, was een mottekasteel ten oosten van de Nederlandse stad Groningen. Het fort stond net als het Kasteel Selwerd, het Cortinghuis, het steenhuis onder de voormalige boerderij Elba (woonwijk De Hunze) en het Vrydemahuis aan een meander van de Hunze. De precieze locatie van het fort is de plek van de in de jaren 1960 gegraven Finse haven. De Gronenburg gaf vanaf de Hondsrug toegang tot de Groenedijk op de andere oever van de Hunze. Voor het fort lag het dorpsgebied van Middelbert, dat toen onderdeel vormde van Drenterwolde.

## Geschiedenis
Het fort werd mogelijk gebouwd als een steunpunt van de prefect van Groningen tegen de inwoners van Drenterwolde in het jaar 1241, want volgens Menko van Bloemhof vormde het in 1242 de 'kweekplaats' van de tweedracht tussen de Gelkingen en de prefect van Groningen. Bij deze spanningen werd het fort in elk geval platgebrand, evenals een groot deel van de stad Groningen en het dorp Eelde, het fort Knerdawinkel en de huizen van de heren van Peize. Menko geeft echter alleen aan dat het de 'kweekplaats van de hele tweedracht' was, hetgeen ook de mogelijkheid open laat dat op het fort zelf 'snode plannen' werden gemaakt en dat het fort al langer bestond.
Het fort zal daarop weer herbouwd zijn, want in 1250 werd de Gronenburg opnieuw platgebrand door inwoners van Fivelgo en Hunsingo (die kort tevoren nog gedurende 22 jaar in gevecht met elkaar waren geweest) nadat de prefect na overstromingen de prijzen van geïmporteerd graan had verhoogd. De verhalen klinken door in de Tractatus Alvinus en de Gesta Fresonum, fantasierijke geschriften uit de 15e eeuw, waarin de Gronenburg als dwangburcht van de Deense koning Radboud figureert.
In 1332 en 1338 kwam het fort nogmaals in oorkonden voor als Gronenbarghe. Het was toen echter een sterkte tegen de stad. Rond 1400 werd het fort overbodig nadat Stad-Groningers het Schuitendiep groeven en de Hunze bij Waterhuizen werd afgesneden.
In 1440 was de bisschop van Utrecht eigenaar van de 'Gronenborch'. Dat jaar verhuurde de bisschop 'dat heem ende hofstede tot Gronenborch mit den land ende onlande, dat daertoe hoert ende eene cleyne mit zijn tobehoer, de daerbij gheleghen is up de zutzijde aen den depe' aan ene Lambert Boch. Bochs zoon Gosschalick Steenmesseler droeg in 1466 de pacht over aan de proost van Emden en kerkheer en curator van de Martinikerk Johan Vredewolt. Eind 15e eeuw kwam de Gronenburg in handen van de familie Schaffer, een geslacht van burgemeesters van Groningen. 
Tijdens de Tachtigjarige Oorlog werden het fort en omliggende landerijen van de familie Schaffer onteigend door de hertog van Parma. In een Franstalige oorkonde van rond 1580 werd gesproken van het huis 'Cuedlgund' (verbasterde vorm) dat in opdracht van George van Lalaing werd afgebroken omdat het een gevaar werd geacht voor de stad. Mogelijk werd hier de Gronenburg bedoeld, want in 1583 stellen notarissen de stad Groningen aansprakelijk voor schadevergoeding hiervoor en in 1585 vermeldde Abel Eppens in zijn kroniek dat de al jaren in ballingschap levende oud-burgemeester Derck Schaffer zijn goederen had teruggekregen van de hertog van Parma en zich er weer nabij had gevestigd; 'to Hoegebrugge op Ovelgunne, dat ys Gronenborch'. Dit was echter aan de andere zijde van de Hunze, ten zuidwesten van Oosterhoogebrug (ten oosten van de huidige Woonschepenhaven). 
In 1587 liet Derck Schaffer hier weer een nieuw landhuis bouwen, dat in de 19e eeuw 'Villa Nuova' werd genoemd. Ten zuidoosten daarvan werd bij Euvelgunne in een onbekend jaar de boerderij Groenenburg gebouwd, die in de jaren 1990 verdween bij de aanleg van het bedrijventerrein Driebond. 
De motte waarop het oude fort had gestaan bleef nog vele eeuwen zichtbaar. De motte werd geslecht bij de aanleg van de Finse haven in 1964. 
Feith schrijft overigens in een stuk uit 1910 dat de 'Groenenberg' aan de Boermandeweg lag en net als de weg in 1876 verdwenen is bij de aanleg van het Eemskanaal. Omdat het door Feith besproken terrein zich in de vroegere Vrydemahamrik (latere Oosterstadshamrik) bevond, doet archeoloog Diana Spiekhout de suggestie dat dit weleens een verwisseling kan zijn met het nooit gelokaliseerde steenhuis Vrydemahuis.